# Ancienne église de Kauhava
L'ancienne église de Kauhava (finnois : Kauhavan vanha kirkko) était une église située à Kauhava en Finlande.  

## Description

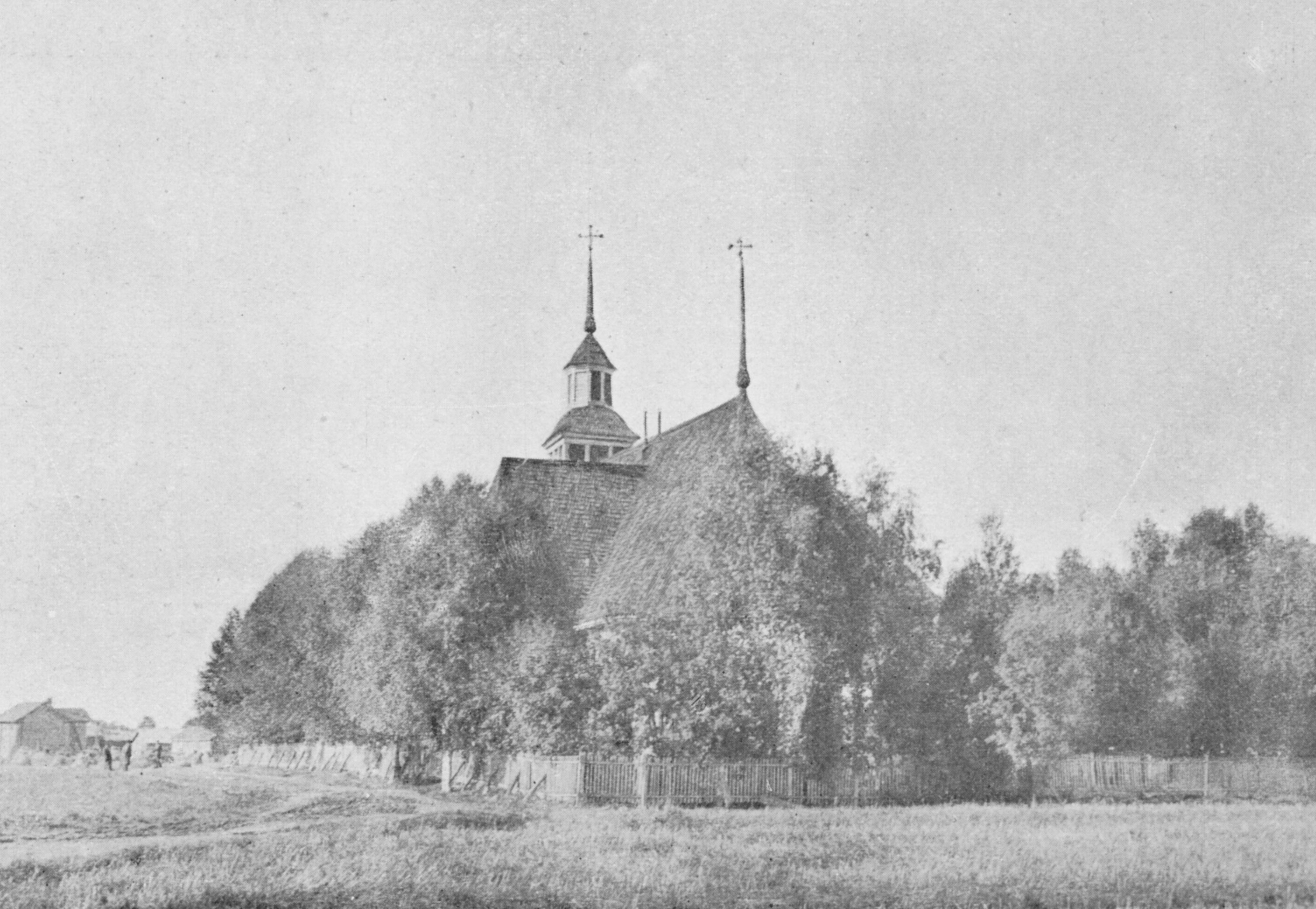
L'ancienne église de Kauhava.

L'église a été détruite par un incendie en 1921.